# 南方航空242號班機空難
南方航空242號班機是一班由美國南方航空營運，由阿拉巴馬西北地方機場前往亞特蘭大國際機場，中停亨茨維爾國際機場的航班。1977年4月4日，該航班從亨茨維爾前往亞特蘭大途中遇上特大暴雨及冰雹侵襲，令飛機迫降時墜毀於新霍普附近。造成機上63人死亡，並波及地面上9人。肇因是天氣惡劣導致引擎故障。

## 事故經過

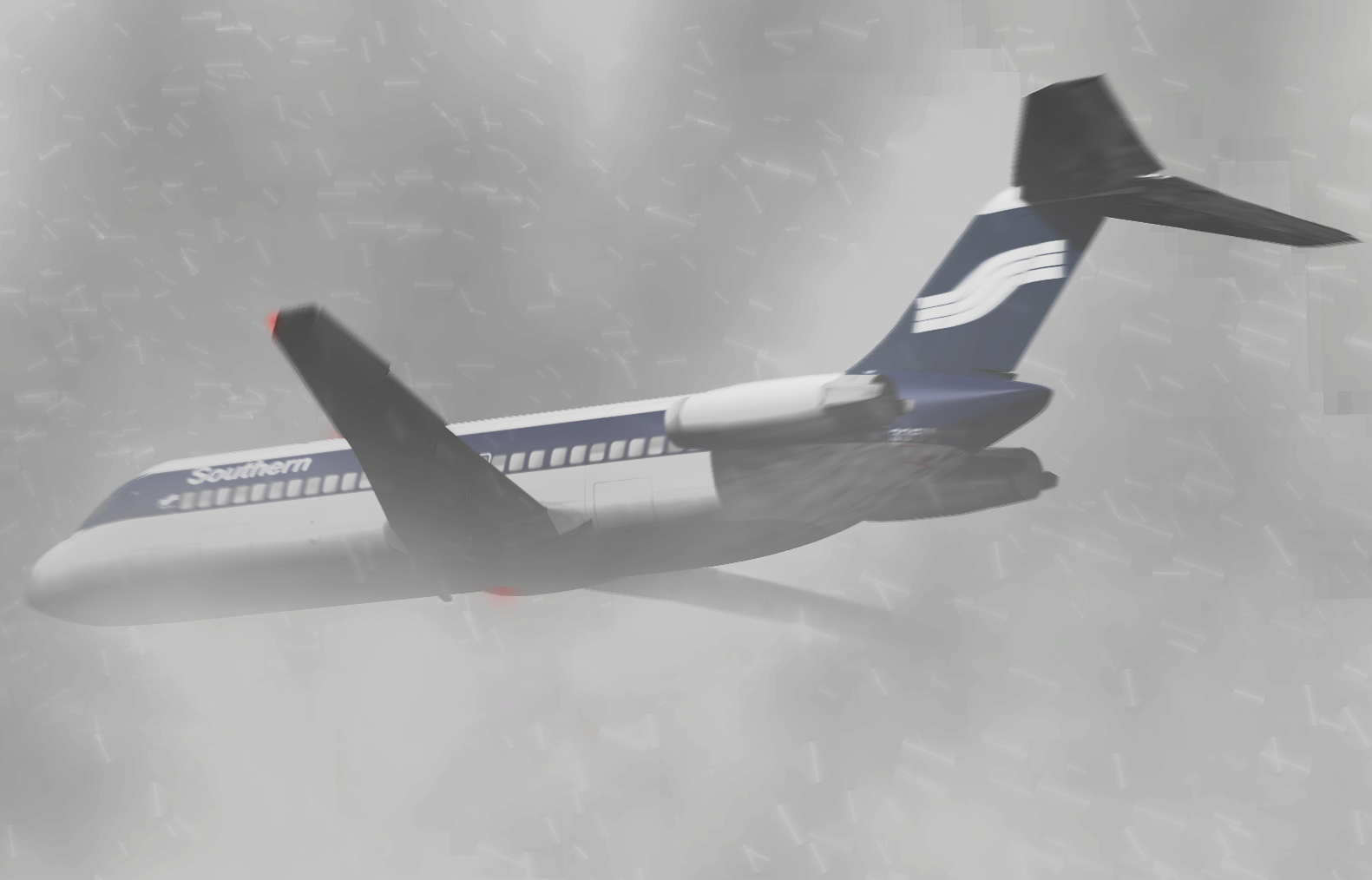
Sa242想象图

當天，編號N1335U的南方航空DC-9型客機，載著81名乘客及4名機員（包括正機長Bill McKenzie及副機師Lyman Keele）從亨茨維爾起飛，乘客中很多是來自亨茨維爾軍官。當飛機起飛10分鐘，機組員發現飛機將遭遇風暴。根據飛機上的雷達顯示風暴結構內有個空白的區域，根據經驗那個區域是天氣較緩和的地方，他們便決定飛入那個區域。不料，飛機突然遇上暴雨和棒球般大小的冰雹侵襲，令飛機的擋風玻璃破裂，並使機上引擎部發生氣流反轉，短暫失去動力36秒，機上失去來自引擎的電力供應，連帶失去跟亞特蘭大機場控制塔的聯絡，飛機也從17,000英呎降至14,000英呎。直至機上引擎重新恢復，機員收到塔台指示要爬升至15,000英呎高空以避開最嚴重的暴雨區。於是，機員加大引擎馬力試圖爬升，但兩個引擎不久先後故障而停止運作，飛機正以滑翔方式急速下降。機上的儀器因引擎失去動力而相繼失效，僅能依靠位於機尾的輔助動力系統提供必需的電力。
機長宣佈進入緊急狀態，並詢問塔台附近有否備降機場。塔台指示他們前往位於亞特蘭大機場西北方的杜賓斯空軍基地作緊急迫降，可是飛機已下降了太多，沒有足夠高度讓他們飛往空軍基地。機員無計可施，只好向塔台報告：他們要在新霍普鎮（New Hope）的喬治亞州92號公路上作緊急著陸。飛機起初的降落是順利的，可是其後機翼撞及路旁樹木，機身撞到加油站和在加油站內的車及雜貨店後隨即爆炸。機上其中62人及地面8人喪生，包括加油站內的車內一家七口。但亦有20人在爆炸後，從破裂的機身逃出。一名受傷的乘客於6月5日最終傷重不治；另一名地面的傷者亦於意外發生後一個月死亡。

## 意外調查
美國國家運輸安全委員會（NTSB）指出，惡劣天氣及機員無法得到正確的天氣資料是導致客機失事的主因。機組員得到過時的天氣資訊、無法在起飛前得到正確的天氣資料、使他們無法做足事前準備及更改航道。而當他們遇上暴風雨時，由於能見度接近零，因此機員只能依賴機上的雷達偵測前方的天氣狀況，可是當時的雷達裝置有一個缺點，在飛機進入濕度高的空氣中，雷達訊號會受空氣中的雨水影響而導致折射，令飛機接收回的訊號會有誤差。從後來的黑盒子中的通話記錄中得知，機員看到雷達前方有一個比較空曠的地區，他們以為該處是無雲區，其實正好相反，而是風暴最強的區域。
飛機在暴雨區中遇上棒球般大小的冰雹侵襲，冰雹除了破壞機身及擋風玻璃，也破壞了引擎的整流罩。雨水混合冰雹被吸入引擎，會使引擎效能變差並使引擎內部發生氣流反轉。雖然其後引擎恢復效能，可是機員收到塔台指示要爬升，機員便增加引擎輸出以達至爬升至15,000尺的要求。可是在這種情況下，引擎內部發生氣流反轉，最終導致引擎內部壓縮機扇葉金屬疲勞而斷裂，引擎亦無法再運行。
調查員亦發現，當飛機的引擎相繼停止運作後，塔台告知他們要飛到暴風區東部的杜賓斯空軍基地作緊急迫降，可是當時飛機為了離開風暴曾以相反方向地往西飛行。調查人員相信，當時機員是意圖盡早脫離暴雨區而找尋出口。但調查員相信假如當時他們堅持向著機場方向飛行，應該不致於令飛機在前往杜賓斯的過程中，喪失過多高度，令飛機最終在無可選擇的情況下於公路迫降。
還有，在飛機失去動力時，其實有一座機場就在飛機附近2、3哩處，但機場卻在航管站的雷達外，航管站並不知道有這座機場，所以才會引導飛機至杜賓斯空軍基地緊急迫降。該機場的跑道不長，約只有2400公尺，但總比於公路著陸安全。

## 事故之後
NTSB要求各航空公司都必須為機員提供最新的航道及目的地天氣資訊。各機場及航機上都更換上更準確的彩色雷達裝置。
南方航空因這次事故導致財政困難，其後因油價上升，於1979年與中北航空（North Central Airlines）合併成為共和航空（Republic Airlines）。
空難發生後，新霍普鎮每十年的4月4日，都會舉辦悼念活動，以悼念空難中喪生的72人。

## 其他
- 南方航空932號班機 - 南方航空史上另一次致命事故。
- 中美洲航空110號班機事故 - 1988年5月24日發生 - 一架波音737客機飛行中失去了動力，跟242號班機遭遇十分相似。
- 嘉鲁达印尼航空421号班机空难- 一架波音737客機飛行中因雷达阴影导致飞机飞入风暴和冰雹之中，因而导致引擎直接失去了動力。
- 商业客机事故列表

## 外部連結
- Aviation Safety Network意外報告（页面存档备份，存于）
- AOPA Air Safety Foundation narrative （页面存档备份，存于） (含駕駛艙通話記錄副本)
- 南方航空242號班機最後一程 (包含乘客名單及其他資料)
- Aviation Safety Network 的出事前的客機照片（页面存档备份，存于）